# Саут Сан Франциско (Калифорнија)
Саут Сан Франциско (енгл. South San Francisco) град је у америчкој савезној држави Калифорнија. По попису становништва из 2010. у њему је живело 63.632 становника.

## Демографија
Према попису становништва из 2010. у граду је живело 63.632 становника, што је 3.080 (5,1%) становника више него 2000. године.
| Група             | 2000.          | 2010.          |
| Белци             | 18.487 (30,5%) | 14.016 (22,0%) |
| Афроамериканци    | 1.707 (2,8%)   | 1.625 (2,6%)   |
| Азијати           | 17.510 (28,9%) | 23.293 (36,6%) |
| Хиспаноамериканци | 19.282 (31,8%) | 21.645 (34,0%) |
| Укупно            | 60.552         | 63.632         |